# Далія Торрес Самора
Далія Торрес Самора (ісп. Dalia Tórrez Zamora, 29 березня 1990) — нікарагуанська плавчиня.
Учасниця Олімпійських Ігор 2008, 2012, 2016 років.